# カッポレ
カッポレ（活惚、学名 Caranx lugubris 、Black jack）は、スズキ目アジ科に分類される海水魚の一種。全世界の暖海域に生息する大型の黒っぽいアジで、食用にもなる。

## 名称
イシカワギンガメアジ（石川銀紙鯵、石川銀河目鯵）という別名もある。クロヒラアジ（黒平鯵）とした文献もあるが、これは Carangoides ferdau (Forsskål, 1775) の標準和名に充てられており、混同の恐れがある。他に日本での地方名としてヒラアジ、ポン等がある。
標準和名は釣り針に掛かった時の抵抗力が強く、暴れ回って釣り人を翻弄させるため、傍から見ると釣り人が「かっぽれ」を踊っているように見えることに由来する。一方、学名の種名"lugubris"は「陰鬱な」「不吉な」という意味がある。英名は"Black jack"（黒いアジ）で、体色が黒っぽいことに由来する。

## 特徴
成魚は全長1m・体重17.9kgの記録があるが、通常は全長70cmほどまでである。アジ科の中では大型種だがギンガメアジ属の中では中型である。
体は長楕円形で体高が高く、側扁する。ギンガメアジ属としては額が高く前方に角張る。体色は緑褐色か黒褐色で、銀色光沢がやや鈍く、全体的に黒っぽい。側線は第二背鰭・臀鰭起部の間から直走し、この直走部の稜鱗は大きく、しかも黒いので目立つ。鰭は胸鰭・第二背鰭前端・臀鰭前端が鎌状に伸び、尾鰭も大きい。鰭の色は全体的に黒いが、第二背鰭前端部や臀鰭が白く縁取られる。胸に無鱗域はない。
全世界の熱帯・亜熱帯海域に広く分布する。日本での分布域も三重県以南の暖流の影響が強い海域で、南西諸島や小笠原諸島で多く見られる。
成魚はサンゴ礁・岩礁域の外洋に面した斜面に生息する。通常は水深25-65mの範囲に多いが、それより深い所にも生息し、水深354mから漁獲された記録もある。成魚は単独か小さな群れで生活し、主に夜に餌を探す。食性は肉食性で、主に小魚を捕食する。

## 利用
釣りや定置網等の沿岸漁業で漁獲される。熱帯地方では重要な食用魚の一つにもなっている。他のアジ類と同様に刺身、煮付け、塩焼き等で食べられる。ただしシガテラ中毒の報告もあり、大型個体を食べると中毒する可能性がある。
大型魚なので大物釣りの対象にもなる。釣り針に掛かると強い力で抵抗し岩礁域に逃げ込むため、岩との摩擦で釣り糸を切られてしまうことも多い。